# عبد الرحيم طالب
عبد الرحيم طاليب  (10 شتنبر 1963 المغرب) هو مدرب كرة قدم مغربي.

## روابط خارجية
- عبد الرحيم طالب على موقع قاعدة بيانات كرة القدم.إي يو (الإنجليزية)